# زيد المولد
زيد المولد ولد في (1 يونيو 1976-) لاعب كرة قدم سعودي سابق، يلعب في مركز الظهير الأيسر، لعب سابقًا مع الشباب والقادسية، وشارك مع المنتخب السعودي الأول.

## إنجازاته مع ناديه
- بطولة دوري خادم الحرمين الشريفين موسم 2004
- بطولة دوري خادم الحرمين الشريفين موسم 2006
- بطولة ART الودية
- كأس خادم الحرمين الشريفين للأبطال موسم 2008
- كأس خادم الحرمين الشريفين للأبطال موسم 2009
- كأس الأمير فيصل بن فهد موسم 2008/2009
- كأس الأمير فيصل بن فهد موسم 2009/2010
- بطولة دوري زين السعودي للمحترفين موسم 2012

## روابط خارجية
- زيد المولد - كورة KOOORA
- المنتخب السعودي
- إحصائيات رابطة دوري المحترفين السعودي 2010/2011
- إحصائيات رابطة دوري المحترفين السعودي 2012/2011
- السيرة الذاتية